# Casa al carrer Santa Eulàlia, 5-7 (Santa Coloma de Gramenet)
La Casa al carrer Santa Eulàlia, 5-7 és una obra de Santa Coloma de Gramenet (Barcelonès) protegida com a Bé Cultural d'Interès Local.

## Descripció
Es tracta d'una casa entre mitgeres, de planta baixa i planta pis amb un pati lateral. La façana principal presenta una composició molt senzilla i simètrica. El parament està arrebossat i pintat de color groc. L'emmarcament de les obertures és d'un altre to. Destaquen les dues balconeres que donen al carrer i l'obertura lateral al mig del tester que mira al jardí. Les finestres de la planta baixa tenen reixes de ferro forjat, així com les baranes dels balcons.
A la façana lateral trobem dos petits motius esculpits en relleu situats a la llinda de les obertures de la planta pis. També destaquen les façanes testeres que presenten paraments decorats amb arcuacions i elements ceràmics.
El jardí queda separat respecte el carrer mitjançant una tanca d'obra i ferro.
La coberta és de teula àrab a doble vessant amb el carener paral·lel a la façana principal.